# 科尔比耶地区波尔泰勒
科尔比耶地区波尔泰勒（法語：Portel-des-Corbières）是法国奥德省的一个市镇，位于该省东部偏北，属于纳博讷区。该市镇2009年时的人口为1,357人。

## 交通
奥德省省道D3线和D611A线在科尔比耶地区波尔泰勒境内交汇。

## 人口
科尔比耶地区波尔泰勒人口变化图示
| 数据来源：INSEE |